# Muwatalli II
Muwatalli II, Muwatallis II – król Hetytów (kraju Hatti), panował w latach ok. 1291–1272 p.n.e. Wnuk Suppiluliumy I – twórcy potęgi Hetytów, a syn Mursili II. Walczył z królem Egiptu Ramzesem II Wielkim. Około 1275 roku p.n.e. stoczył z nim nierozstrzygniętą bitwę pod Kadesz. Zagrożony przez Asyrię zgodził się później na pokój z Egiptem. 
Miał co najmniej dwoje dzieci. Nosiły one huryckie imiona na cześć boga Teszupa. Syn miał na imię Urhi-Teszup (przyszły król Mursili III). Drugie dziecko było prawdopodobnie córką i nosiło imię Ulmi-Teszup (co oznacza: niewolnica Teszupa). Mursili III panował krótko, był zresztą królem marionetkowym. Zastąpił go brat jego ojca – Hattusili III.